# Принц, Юхан

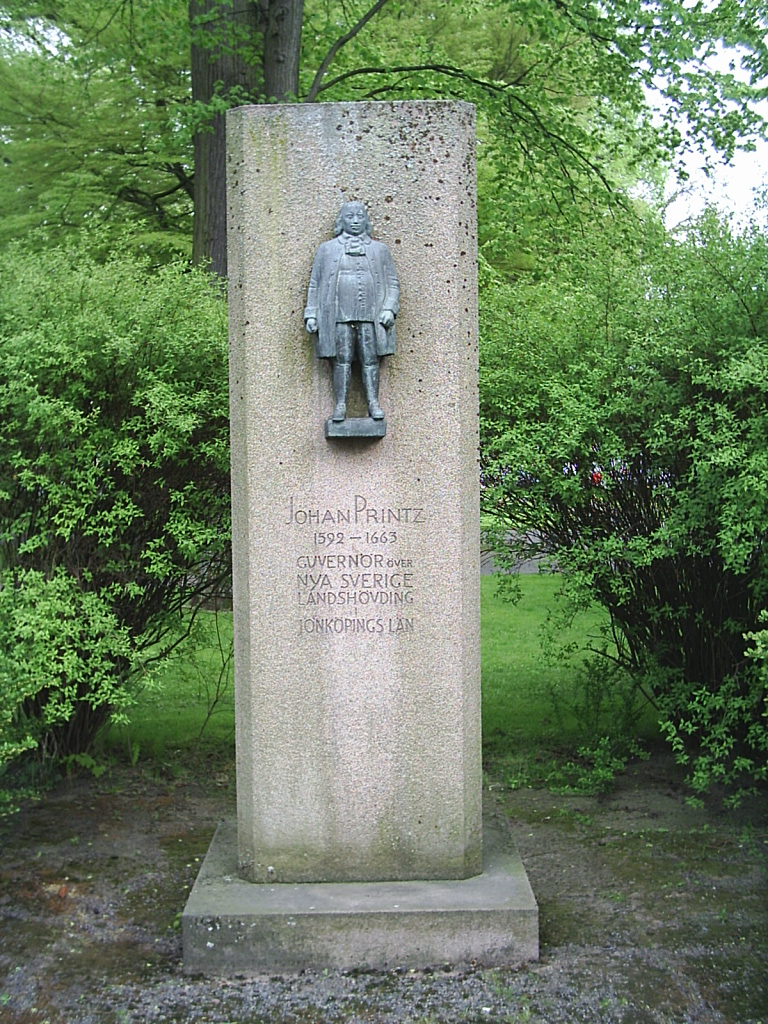
Памятник в городском парке Йёнчёпинга. Скульптор Аксель Валленберг, 1965 год

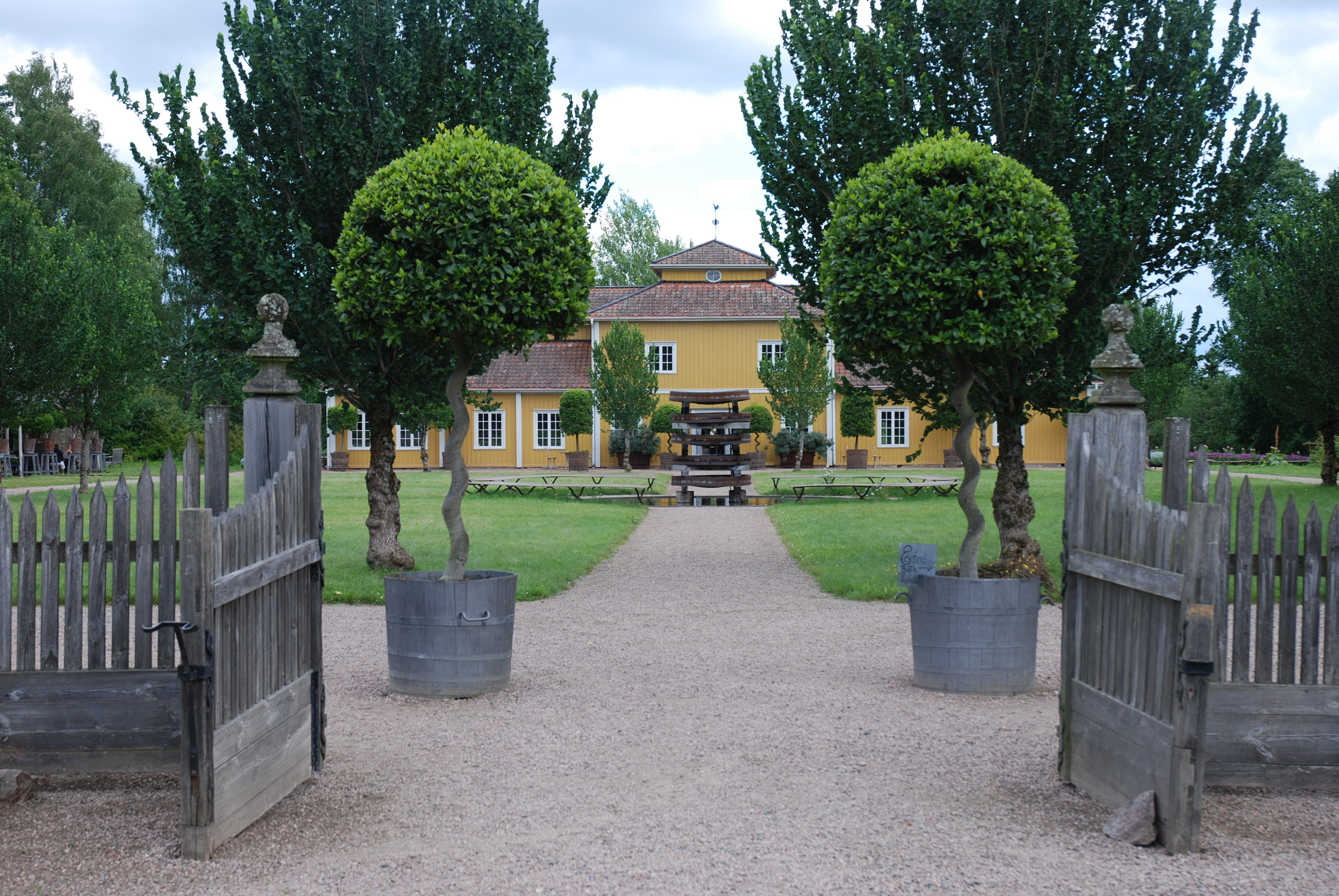
Усадьба Гуниллаберг в Боттнарюде

Юхан Принц (швед. Johan Printz), до возведения во дворянство Юхан Бьёрнссон, (швед. Johan Björnsson; 20 июля 1592 — 3 мая 1663) — шведский губернатор Новой Швеции в 1642—1653 годах.

## Биография
Родился 20 июля 1592 года в пасторской усадьбе в Боттнарюде в провинции Смоланд. Его отцом был главный пастор Бьёрн Ханссон, матерью — Гунилла Свенсдоттер.
В юности изучал теологию в Ростокском и Грейфсвальдском университетах. Затем при поддержке короля Густава II Адольфа отправился посетить другие иностранные университеты, однако во время поездки по Швабии на него и его товарищей напал военный отряд, после чего он был отвезён в Италию, где его насильно поместили на службу в вербованный полк.
Когда полк был расформирован, Бьёрнссон поступил на службу в армию австрийского императора, сделавшись впоследствии фенриком в одном из браунгшвейгских полков. После того как полк вместе с армией графа Мансфельда был разбит испанским генералом Кордовой, он в качестве лейтенанта поступил на службу в полк датского полковника Ранцау и полтора года провёл во Франции.
После возвращения в 1625 году в Швецию Бьёрнссон был произведён в лейтенанты и участвовал в кампании Густава Адольфа в Пруссии, где выслужился до чина капитан-лейтенанта. Впоследствии он участвовал в Тридцатилетней войне в Германии, дослужившись в 1638 году до подполковника Вестъётландского кавалерийского полка.
В 1640 году его в городе Кемниц осадила императорская армия, и он был вынужден после нескольких дней обороны сдать город. Не имея паспорта от генерала Банера, он отправился в Стокгольм, где был арестован за сдачу Кемница. В феврале 1641 года он был выпущен на свободу, однако риксрод за то, что он самовольно покинул Германию, уволил его со службы.
После освобождения из тюрьмы он занимался вербовкой желающих переселиться в шведскую колонию в Америке. В 1642 году он получил дворянство и принял фамилию Принц. В августе этого же года он был назначен губернатором Новой Швеции, куда прибыл в октябре 1643 года. Занимал этот пост вплоть до 1653 года. Во время своего губернаторства, стараясь обезопасить колонию со стороны голландцев, заложил форты Новый Гётеборг и Новый Корсхольм.
После возвращения на родину в 1654 году его произвели в полковники. Впоследствии во время польско-шведской войны он в качестве комиссара занимался набором рекрутов. В 1657 году его назначили комендантом Йёнчёпингского замка, а год спустя губернатором Йёнчёпингского лена.

## Семья
Был дважды женат: первым браком на Элисабете Бок (с 1622), вторым — на Марии фон Линнештау (с 1642). У него было шестеро детей.